# Jaroslav Balcar
Jaroslav Balcar (* 27. März 1953 in Vrchlabí; † 4. April 2015) war ein tschechoslowakischer Skispringer.

## Werdegang
Sein internationales Debüt gab Balcar, dessen älterer Bruder Jindřich Balcar ebenfalls als Skispringer aktiv war, bei der Vierschanzentournee 1975/76. Nach einem 33. Platz in Oberstdorf und einem 40. Platz in Garmisch-Partenkirchen sprang er in Innsbruck auf den 23. Platz. Nach einem enttäuschenden 60. Platz in Bischofshofen landete er am Ende auf dem 39. Platz der Tournee-Gesamtwertung.
Bei den Olympischen Winterspielen 1976 in Innsbruck startete er in beiden Einzeldisziplinen. Überraschend sprang er dabei von der Normalschanze auf Rang vier und verpasste damit die Medaillenränge nur um einen Platz. Von der Großschanze lag er am Ende auf Rang 14.
Nach den guten Ergebnissen bei den Spielen startete Balcar bei der Vierschanzentournee 1976/77. Bei der Tournee gelang es ihm jedoch außer einem 15. Platz in Bischofshofen nicht, unter die Top 20 zu springen. Am Ende erreichte er mit 742,2 Punkten Rang 30. Es war seine letzte Tournee.
In der 1979/80 ausgetragenen ersten Saison des Skisprung-Weltcups trat Balcar beim Wettkampfwochenende in Štrbské Pleso an. Anfang 1982 nahm er letztmalig an einem internationalen Springen teil.

## Erfolge

### Vierschanzentournee-Platzierungen
| Saison  | Platz | Punkte |
| ------- | ----- | ------ |
| 1975/76 | 39.   | 720,6  |
| 1976/77 | 30.   | 742,2  |